# 圖皮拉齊鄉
47°04′51″N 26°38′40″E / 47.0807°N 26.6444°E
圖皮拉齊鄉（羅馬尼亞語：Comuna Tupilați, Neamț），是羅馬尼亞的鄉份，位於該國東北部，由尼亞姆茨縣負責管轄，面積30平方公里，海拔高度254米，2007年人口2,331，人口密度每平方公里77人。